# Theix
Theix är en kommun i departementet Morbihan i regionen Bretagne i nordvästra Frankrike. Kommunen ligger i kantonen Vannes-Est som tillhör arrondissementet Vannes. År 2013 hade Theix 6 946 invånare.

## Befolkningsutveckling
Antalet invånare i kommunen Theix
| Referens: INSEE |